# Skórzyn (Lubusz)
Skórzyn is een plaats in het Poolse district  Krośnieński (Lubusz), woiwodschap Lubusz. De plaats maakt deel uit van de gemeente Maszewo en telt 260 inwoners.